# Franc Poglajen
Franc Poglajen - Kranjc, slovenski partizan, general, prvoborec in narodni heroj, * 25. avgust 1916, Litija, † 11. oktober 1999, Ljubljana.
Leta 1941 je vstopil v NOB, kjer je bil komandant bataljona, odreda, IV. operativne cone in korpusa.

## Napredovanja
- generalpolkovnik JLA

## Odlikovanja
- red narodnega heroja (27. november 1953)
- red vojne zastave
- red partizanske zvezde I. stopnje
- red zaslug za ljudstvo I. stopnje
- red bratstva in enotnosti I. stopnje
- red za hrabrost
- partizanski križ 1939-45 (Poljska)
- partizanska spomenica 1941